# Алданов, Марк Александрович
Марк Алекса́ндрович Алда́нов (при рождении Мо́рдхай-Ма́ркус Изра́илевич Ланда́у; Алданов — анаграмма, ставшая затем из псевдонима настоящей фамилией; 26 октября (7 ноября) 1886, Киев, Российская империя — 25 февраля 1957, Ницца, Франция) — русский прозаик, публицист, автор исторических романов и очерков, философ и химик. Был 13 раз номинирован на Нобелевскую премию по литературе, лауреатом не стал (номинаторами были Бунин и Соловейчик). Основные его произведения — романы «Истоки» и «Самоубийство», тетралогия «Мыслитель» (романы «Девятое термидора», «Чёртов мост» и «Заговор», повесть «Святая Елена, маленький остров»), трилогия «Ключ», «Бегство» и «Пещера».

## Биография

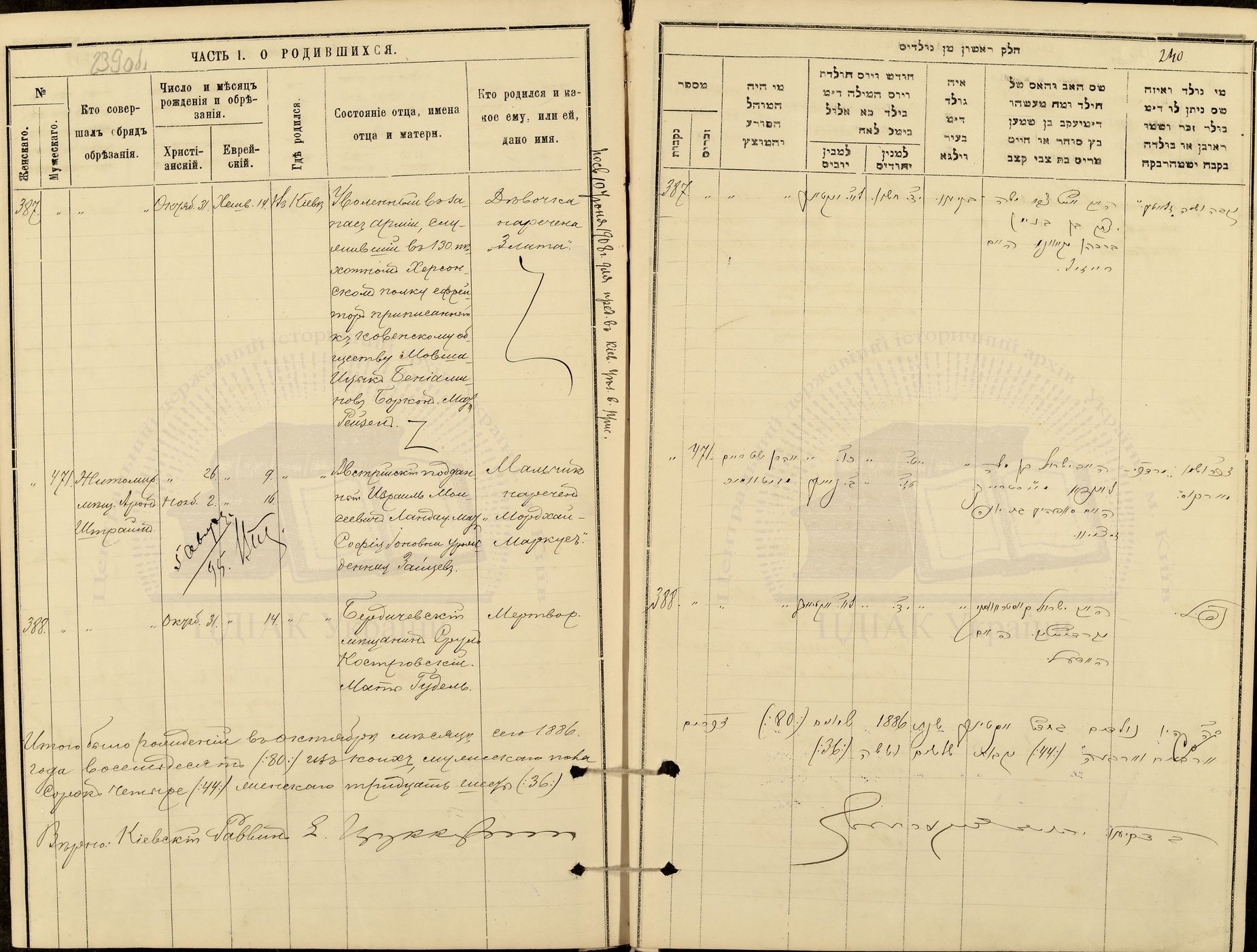
Запись в метрической книге о рождении Мордхая-Маркуса Ландау

### Доэмигрантский период
Родился в интеллигентной и состоятельной еврейской семье. Отец — сахарозаводчик Израиль Моисеевич (Александр Маркович) Ландау (1852 — 11 мая 1903), австрийский (ранее турецкий) подданный, мать — Софья Ионовна (Шифра Йойновна, Софья Ивановна) Зайцева (?—1928), дочь известного киевского сахарозаводчика Ионы Зайцева (1828—1907). Дед, Моисей Ландау, был уроженцем Садагуры (Австро-Венгрия). У Марка были старшие братья Самуил (22 августа 1877) и Лазарь Йегуда (8 июля 1881).
Среднее образование получил в Киево-Печерской гимназии, по окончании которой в 1904 году поступил в Университет Святого Владимира, где окончил два факультета, физико-математический и юридический. Затем много учился и работал в Западной Европе; увлёкся европейской историей, познакомился с некоторыми свидетелями эпохи (в частности, императрицей Евгенией) и политиками. Посетил также Северную Африку и Ближний Восток.
Начало Первой мировой войны встретил в Париже, затем вернулся в Россию. В России работал в основном по специальности химика, автор многих публикаций в области химии. В 1915 году издан первый том критико-литературного сочинения «Толстой и Роллан». По замыслу автора, работа должна была быть посвящена сопоставлению двух писателей, но в первом томе речь шла в основном о Толстом, а рукопись второго, посвящённого Роллану, во время революции и гражданской войны пропала; поэтому Алданов впоследствии переработал в эмиграции первый том и переиздал его под названием «Загадка Толстого». Начало деятельности с работы о Льве Толстом не случайно — несмотря на существенные философские разногласия, Алданов на всю жизнь остался поклонником творчества и личности Толстого, под влиянием которого во многом создавались его исторические романы. Российское издание осталось мало замеченным критиками.
В 1917 и 1918 годах Алданов выпустил «Армагеддон» — две книги диалогов между «Химиком» и «Писателем» на общественно-политические и философские темы. Здесь уже вполне обозначились основные черты его творчества: основанная на огромном историческом опыте скептическая ирония по отношению к государственной деятельности, войнам, нравственному прогрессу человечества, признание огромной значимости роли простого случая в истории; вместе с тем вера в высшие ценности — «Красоту-добро».

### Первый эмигрантский период (1918—1940)
После вступления в Партию народных социалистов в 1918 году был командирован этой партией за границу, с тех пор в Россию больше не возвращался. Жил сначала в Париже, затем в Берлине (с 1922 по 1924 годы), потом снова в Париже.
В эмиграции он с большим успехом дебютировал как исторический романист, выпустив тетралогию «Мыслитель» из истории Французской революции и наполеоновских войн — «Девятое термидора» (1923), «Чёртов мост» (1925), «Заговор» (1927), «Святая Елена, маленький остров» (1921), а затем и трилогию из недавнего времени, периода Первой мировой войны и русской революции и эмиграции — «Ключ» (1929), «Бегство» (1932) и «Пещера» (1934—1936). Его исторические романы переведены на 24 языка. В романах Алданова, помимо сложно построенного сюжета и ярких характеристик исторических лиц, присутствуют обычно историко-философские рассуждения, вложенные в уста вымышленных персонажей-резонёров. Помимо умудрённых опытом резонёров, везде фигурируют наивные персонажи, столкнувшиеся с великими историческими событиями и воспринимающие их с «простой» точки зрения (этим «толстовским» приёмом Алданов пользуется неоднократно). Большую известность Алданов получил благодаря историческим очеркам, печатавшимися в газете «Последние новости» и посвященным как деятелям и событиям Французской революции и близких эпох, так и современникам-политикам. В его очерках, написанных хорошим языком, с большим количеством подробностей, извлечённых автором из работ во французских архивах или собственных воспоминаний, читатели видели аллюзию на современные события; однако Алданов утверждал, что «не несёт ответственности за повторения и длинноты истории». Им также были опубликованы небольшие повести о Микеланджело, Ломоносове, Бетховене, Байроне, пьеса «Линия Брунгильды», шедшая в эмигрантских театрах. Постоянный автор журнала «Современные записки».
Об Алданове-писателе положительно отзывались Владислав Ходасевич, Георгий Адамович, Владимир Набоков, Иван Бунин; отрицательные его характеристики принадлежат Георгию Иванову (после того, как Алданов обвинил его в коллаборантстве) и Марине Цветаевой («малость — не героев, а автора… сплетник-резонёр — вот в энциклопедическом словаре будущего — аттестация Алданова»).

### Второй эмигрантский период (1940—1957)
После падения Парижа в 1940 году Алданов переезжает в США, пишет в газете «Новое русское слово» и «Новом журнале», одним из основателей которого был сам писатель, переходит от очерков к «политическим рассказам» на современные темы, связанные прежде всего со Второй мировой войной. В рассказе «Фельдмаршал» он предсказал Заговор 20 июля. Вернувшись после войны во Францию, Алданов написал два больших романа в своём прежнем стиле: «Истоки» (1950) — о революционном движении конца 1870-х годов и убийстве Александра II и «Самоубийство» — о русской революции, — примыкающих к довоенным повестям; «Повесть о смерти», действие которой происходит в 1848 году, а также ряд художественных произведений в не свойственной ему прежде остросюжетной манере, однако с неизменной философски-исторической проблематикой («Ночь в терминале», «Павлинье перо», «Бред», «Каид»).
Среди крупных работ позднего периода Алданова — его философский opus magnum «Ульмская ночь. Философия случая» (1953), построенный, как и ранние работы, в виде диалога двух альтер эго автора. Там ставятся, помимо давно занимавшей его проблемы решающего влияния случая на историю, вопросы нравственности, «вечных ценностей», общественного контроля за действием политиков, принципов философии Декарта, некоторые политические вопросы (так, ещё при жизни Сталина он сделал весьма интересные предсказания об исходе холодной войны и о стратегии будущего распада СССР; несмотря на неприятие тоталитаризма и большевизма, к такой перспективе он относился отрицательно).
В эмиграции Алданов продолжал работать и как химик; его книга 1936 года «Actinochimie» получила высокую оценку европейских коллег. В 1951 году он издал книгу «К вопросу о возможности новых концепций в химии».
В 1952—1956 годах участвовал в работе нью-йоркского «Издательства имени Чехова», для которого подготовил программу деятельности.
Алданов пользовался расположением практически всей русской эмиграции во Франции и США (самых разных взглядов и убеждений), имел репутацию «совершенного джентльмена». Алданов и его жена много занимались благотворительностью. Среди его друзей и корреспондентов — Бунин, Набоков, Керенский, Сабанеев.
Алданов тринадцать раз был номинирован на соискание Нобелевской премии по литературе (9 раз в период с 1938 по 1953 годы номинатором был Бунин, и четырежды с 1954 по 1957 — Самсон Соловейчик).
С начала 1920-х годов состоял во Франции в нескольких масонских ложах, был членом-основателем нескольких из них. Был посвящён в степени ученика и подмастерье в 1919—1921 годах в ложе «Братство» ВВФ. Возведён в степень мастера-масона 4 марта 1925 года. Член-основатель ложи «Северная звезда» Великого востока Франции. Заместитель оратора с 1925 по 1927 годы. Юридический делегат в 1931—1932 годах. Отсутствовал в 1936—1937 годах. Член ложи до кончины. Член Державного капитула «Северная звезда». Возведён в 18 градус 15 декабря 1931 года.
Похоронен на русском кладбище Кокад.

## Семья
Племянники — поэт и библиограф Гизелла Лахман, переводчик Рауль Сигизмундович Рабинерсон (1892—1944), библиограф Александр Яковлевич Полонский (1925—1990), внучатый племянник — филолог-романист Яков Львович Малкиель.

## Публикации
С 1987 года произведения Алданова активно издаются в СССР и в России. Значительный вклад в издание литературного наследия Алданова в России внёс профессор Андрей Чернышев.
В начале 2006 года «Новый журнал» учредил Литературную премию им. Марка Алданова, присуждаемую за лучшую повесть года, которая написана русскоязычным писателем, живущим за пределами Российской Федерации.
- Собрание сочинений в 6 томах. — М.: Правда, 1991. — 760 000 экз.
- Сочинения в 6 томах. — М.: Новости, 1994—1996. — 15 000 экз., т. 6 — 10 200 экз.
- «Армагеддон». — СПб., 1918.
- «Мыслитель: Тетралогия о Французской революции и наполеоновской эпохе».

- «Девятое Термидора» (1921)
- «Чёртов мост» (1924)
- «Заговор» (1926)
- «Святая Елена, маленький остров» (1921)

- «Ключ» — «Бегство» — «Пещера» (Трилогия о событиях кануна и времени революции 1917 года, а также первых пореволюционных годов)

- «Ключ» (1929)
- «Бегство» (1931)
- «Пещера» (1936)

#### Романы
- «Девятое термидора» (1921)
- «Чёртов мост» (1924)
- «Заговор» (1926)
- «Ключ» (1928)
- «Бегство» (1930)
- «Пещера» (1932)
- «Начало конца» (1939—1943)
- «Истоки» (Исторический роман об эпохе Александра Второго и народовольцах) (1943—1950)
- «Живи как хочешь» (1951)
- «Повесть о смерти» (1952—1953)
- «Бред» (1954—1955)
- «Самоубийство» (1956)

Повести
- Святая Елена, маленький остров (1921)
- «Десятая симфония» (1931)
- «Бельведерский торс» (1936)
- «Пуншевая водка: Сказка о всех пяти счастьях» (1938)
- «Могила воина: Сказка о мудрости» (1939)
- На «Розе Люксембург» (1942)
- Астролог (1947)
- Ночь в терминале (1948)
- Павлинье перо (1957)
- Бред Шелля (1958) — глава, пропущенная в журнальном варианте романа «Бред» и подготовленная Алдановым к отдельной публикации.

Рассказы
- Грета и танк (1942)
- Микрофон (1942)
- Тьма (1942)
- Фельдмаршал (1942)
- Номер 14 (1948)
- Рубин (1949)
- Прямое действие (1953)
- Каид (1955)
- Истребитель (1967)

Драматургия
- «Линия Брунгильды» (1936)

Очерки
- Убийство Урицкого (1923)
- Сара Бернар (1923)
- Кутузов русской революции (Памяти кн. Г. Е. Львова. Отрывки) (1925)
- Неизданные произведения Пушкина (В связи с конгрессом спиритов) (1925)
- Сперанский и декабристы (1925)
- Большая Лубянка (1926)
- Ольга Жеребцова (1926)
- Луначарский (1927)
- Уинстон Черчилль (1927)
- Блюм (1928)
- Генерал Пишегрю (1928)
- Клемансо (1928)
- Ллойд Джордж (1928)
- Бриан (1929)
- Пилсудский (1929)
- Азеф (1930)
- Ганди (1931)
- Кайо (1931)
- Ванна Марата (1932)
- Поездка Новосильцева (1932)
- Коринна в России (1933)
- Король Фейсал и полковник Лоуренс (1933)
- Мольтке младший (1934)
- Фиески (1934)
- Пуанкаре (1934)
- Адам Чарторыский в России (1935)
- Дюк Эммануил Осипович де Ришельё (1935)
- Жозефина Богарне и её гадалка (1935)
- Картины Октябрьской революции (1935): Величайшая клевета в мировой истории ― «Наказ» Скобелеву ― Перед переворотом ― Заседание 10 октября ― Дни переворота ― День переворота ― Быт Бреста ― Брест ― В Петропавловской крепости ― Революционный трибунал 1917 года
- Мата Хари (1935)
- Трефовый король (1935)
- Юность Павла Строганова (1935)
- Вальтер Ратенау (1935)
- Тардье (1935)
- Новые письма Наполеона (1935)
- Взрыв в Леонтьевском переулке (1936)
- Графиня Ламотт (1936)
- Лонжюмо (1936)
- Пикар (1936)
- Убийство атамана Григорьева (Из недавнего прошлого) (1936)
- Убийство графа Мирбаха (1936)
- Молодые годы принцессы Матильды (1937)
- Печоринский роман Толстого (1937)
- Сент-Эмилионская трагедия (1937)
- Французская карьера Дантеса (1937)
- Бург (1938)
- Кронпринц Рудольф (1938)
- Убийство президента Карно (1938)
- Фукье-Тенвиль (1938)
- Зигетт в дни террора (1939)
- Кваретаро (1939)
- Сараевское убийство (1939)
- Вера Николаевна Фигнер (1942)
- Убийство Троцкого (1942)
- Эрфуртское свидание (1952)
- Предсказание П. Н. Дурново (2002)
- Русская коммуна в Канзасе (2002)
- Страна политического убежища (2002)

Публицистика
- О путях России (1921)
- Неправдоподобный сценарий (1924)
- К вопросу о признании советской власти (1924)
- Петр Александров [Некролог] (1924)
- Памяти М. М. Винавера (1926)
- О Н. В. Чайковском (1926)
- Памяти С. А. Иванова (1927)
- Сталин (1927)
- Н. В. Чайковский (1929)
- Гитлер (1932)
- Земли, люди (1932) Альфонс XIII ― В Англии ― В Версале ― В Испании ― В парижском кинематографе ― В Швейцарии ― Голландские домики ― Де Валера
- В Женеве (отрывки) (1932)
- Памяти М. Л. Гольдштейна (1932)
- Советские люди (в кинематографе) (1933)
- Памяти А. Я. Левинсона (1933)
- В Буживале (1933)
- История как материал для психологии (или о том, как испортился Демьян Бедный) (1936)
- Памяти В. А. Мякотина (1937)
- В Париже (1937)
- С. В. Рахманинов (1943)
- Памяти М. О. Цетлина (1945)
- К 80-летию В. А. Маклакова (1949)
- Интервью русской службе «Голоса Америки» (1956)
- О русском народе (1995)

Историческая публицистика
- Огонь и дым (1922): «Russia in the shadows» ― Altera pars ― Tragoedia Moscovitica ― В отеле на улице Пуатье ― Вопросительные знаки ― Группа «Clarte» и её вдохновители ― Жорж Клемансо ― Мосье Трике и Россия ― На альпийских вершинах ― О возвращении истории ― О правителях ― Трагедия-фарс (О польско-советской войне) ― Эрих Людендорф ― 19 флореаля ― Алкивиады ― В Кобленце ― Варфоломеевский год ― Писатели и революция ― По дороге домой ― Третий Рим и третий интернационал
- Проблемы исторического прогноза (1922)
- Из записной книжки 1918 года (отрывки) (1927)
- Третье марта (1929)
- Из воспоминаний секретаря одной делегации (1930)
- Восстание спартаковцев в Берлине (1933)
- «Горящие глаза» (1935)
- Памяти П. Н. Милюкова (1943)
- Мир после Гитлера (из записных книжек)

Философия
- «Ульмская ночь»

Историческая философия
- Армагеддон (1917)
- Ленин (французский вариант) (1919)
- Ленин (американский вариант) (1919)

Литературоведение
- Толстой и Роллан (1915)
- О Толстом (1920)
- Русская беллетристика в 1920 году (1921)
- <Рецензия> Д-р. Г. А. Зив. Троцкий (по личным воспоминаниям) (1921)
- Чёрный бриллиант. О Достоевском. 1821—1921 (1921)
- В. Г. Короленко (1922)
- Загадка Толстого (1923)
- Рецензия на книгу П. П. Муратова «Эгерия» (1923)
- Посмертные произведения Толстого (1926)
- Федор Сологуб. [Некролог] (1927)
- Рецензия на книгу В. Ф. Ходасевича «Державин» (1931)
- Из записной тетради (1930 г.)
- Н. А. Тэффи (1932)
- К юбилею Гёте (1932)
- О романе (1933)
- Об искусстве Бунина (1933)
- При чтении Тургенева (Несколько заметок) (1933)
- Джон Голсуорси (1933)
- О положении эмигрантской литературы (1936)
- О «Памятнике» (1937)
- О Толстом (1938)
- Памяти А. И. Куприна (1938)
- Роже Мартэн дю Гар (1938)
- В. Ф. Ходасевич (1939)
- Воспоминания о Максиме Горьком (К пятилетию со дня смерти) (1941)
- Д. С. Мережковский (1942)
- Предисловие к книге В. А. Маклакова «Речи» (1949)
- Русский Дон Жуан (1949) — опубликовано за подписью И. А. Бунина
- Из записной тетради (отрывки) (1951 г.)
- Предисловие к книге В. И. Гессена «Герои и предатели» (1951)
- Предисловие к книге М. А. Осоргина «Письма о незначительном» (1952)
- О Чехове (1952)
- Предисловие к книге И. А. Бунина «О Чехове» (1955)
- Современная русская литература (1996)
- Введение в [неосуществленную] антологию «Сто лет русской художественной прозы» (1996)

#### Другие произведения
- «Письма к И. А. и В. Н. Буниным» (1965)
- «…Не скрывайте от меня Вашего настоящего мнения»: Переписка Г. В. Адамовича с М. А. Алдановым (1944—1957)
- «Права человека и империи»: В. А. Маклаков — М. А. Алданов переписка (1929—1957)
- Переписка М. А. Алданова и С. С. Постельникова (1948—1953)
- Из переписки М. А. Алданова и Е. Д. Кусковой (1992)
- «Как редко теперь пишу по-русски…» Из переписки В. В. Набокова и М. А. Алданова (1996)

## Работы по химии
- Законы распределения вещества между двумя растворителями. Киев, 1912. 114 с. (Отд. отт. из Университетских известий за 1912 г.).
- The Effects of the War on the Chemical Industry in Russia. Серия «Economic and Social History of the World War». Clarendon Press, 1922.
- Actinochimie: les prolégomènes, les postulats. Париж: Hermann, 1936.
- De la possibilité de nouvelles conceptions en chimie. Париж: Hermann, 1950.

## Экранизации
- «Ключ» — Россия/Франция, 1992, режиссёр Павел Чухрай, в ролях: Анатолий Кузнецов, Анатолий Ромашин, Вениамин Смехов, Александр Калягин, Марьяна Полтева, Алексей Серебряков.